# Pachybrachis saudicus
Pachybrachis saudicus es una especie de insecto coleóptero de la familia Chrysomelidae.
Fue descrita científicamente en 1979 por Lopatin.